# Adriano González León
Adriano González León (Valera, 14 de noviembre de 1931-Caracas, 12 de enero de 2008) fue un escritor venezolano, conocido por sus cuentos y novelas, especialmente País portátil (1969).

## Biografía

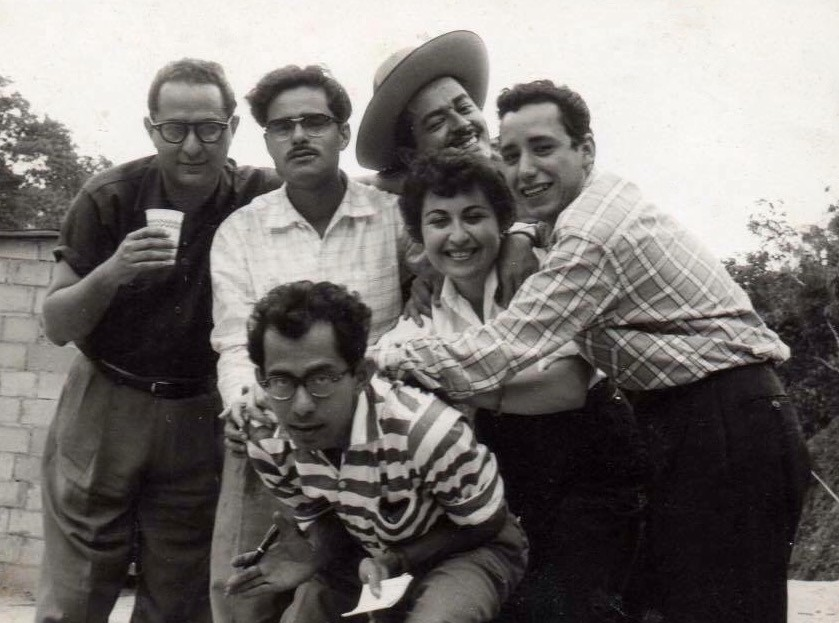
De izquierda a derecha: Manuel Quintana Castillo, Adriano González León, Luis García Morales, Argimiro Gabaldón, Evalina Rodríguez y Ramón Palomares.

González León estudió en la Universidad Central de Venezuela en Caracas y ejerció labores de docente y diplomático. Comprometido con la política, luchó en los años 1950 contra la dictadura de Marcos Pérez Jiménez y apoyó los ideales revolucionarios en los años 1960 como editor de la revista Sardio.
A los quince años de edad, Adriano González León fue corresponsal del diario El Nacional en la zona andina; concluyó su bachillerato en el Liceo Fermín Toro, de Caracas, y a los 24, ya graduado de abogado en la Universidad Central de Venezuela (UCV), donde además fue profesor de literatura, fundó con Guillermo Sucre, Edmundo Aray, Rodolfo Izaguirre, Luis García Morales, Efraín Hurtado y otros el grupo Sardio, que editó una revista del mismo nombre que difundía escritores de todo origen y de gran compromiso político.
Fue un activo luchador de izquierda contra la dictadura de Marcos Pérez Jiménez en los años 50. Más tarde colaboraría con revistas como Letra Roja y El Techo de la Ballena. El Nacional también le dio el premio del Concurso Anual de Cuentos de 1956 por «El lago», obra que Orlando Araujo califica como una "épica social".
Sus primeras incursiones en la literatura fueron como cuentista, con las obras Las hogueras más altas (Buenos Aires, Goyanarte, 1959; Premio Municipal de Prosa 1958), Asfalto-Infierno y otros relatos demoníacos (El Techo de la Ballena, Caracas, 1963) y Hombre que daba sed (Jorge Álvarez, Buenos Aires, 1967), donde describía ambientes urbanos y campesinos sombríos y dramáticos.
En 1978 obtuvo el Premio Nacional de Literatura y en 2003 el doctorado honoris causa de la Universidad Católica Cecilio Acosta (UNICA) de Maracaibo.
En los años 60 es designado primer secretario de la Embajada de Venezuela en la República Argentina. De vuelta a Venezuela trabajará como profesor de la Facultad de Economía de la UCV. Durante quince años mantendrá en el canal del Estado venezolano Televisora Nacional (canal 5) el programa Contratema, sobre literatura.
En 1968 obtiene el premio Biblioteca Breve por la novela País portátil, que narra la épica historia de la familia trujillana Barazarte a través de los recuerdos y vivencias del último de sus hijos, Andrés. Para el escritor nicaragüense Sergio Ramírez: «El nombre de Adriano González León (1931) llega a gran literatura latinoamericana con la novela País portátil, que obtuvo en 1968 el premio “Biblioteca Breve” de la Editorial Seix Barral. Con País portátil, se produce la incorporación de Venezuela a la gran literatura contemporánea».
País portátil fue llevada al cine en 1978 por los realizadores venezolanos Iván Feo y Antonio Llerandi.
En 1986, en el rol de Tío Pancho y junto a María Alejandra Martín, actuó en la película venezolana Ifigenia.
A mediados de los 90 retornará al servicio diplomático como agregado cultural de Venezuela en España, país en el que volvería a la televisión, como colaborador y frecuente presentador del espacio Taller Abierto de la Televisión Educativa Iberoamericana.
En los últimos años había retomado su columna semanal en El Nacional, bajo el título «Duende y Espejo», y fue uno de los impulsores de la iniciativa «Escribas», en la que dirigió cátedras literarias junto a otros destacados autores venezolanos.
Como un homenaje a su obra y a lo que representa en el universo literario venezolano, el PEN de Venezuela creó en 2004, conjuntamente con otras organizaciones, el premio Bienal Adriano González León, con el propósito de difundir la obra de los novelistas venezolanos. El galardón fue obtenido en 2004 por Milton Quero Arévalo, en 2006 por Héctor Bujanda y en 2008 por Gustavo Valle.

## Obra

### Cuentos
- Las hogueras más altas (Premio Municipal de Prosa 1958; Goyanarte, Buenos Aires, 1959)
- Asfalto-Infierno y otros relatos demoníacos (El Techo de la Ballena, Caracas, 1963)
- Hombre que daba sed (Jorge Álvarez, Buenos Aires, 1967)
- Todos los cuentos más Uno (compendio de cuentos; Alfaguara, Madrid, 1998)
- Los Tres Espartanos Miedosos (El Techo de la Ballena, Caracas, 1999)
- Cuentos Completos (Otero Ediciones, Caracas, 2020)

### Novelas
- País portátil (ganadora del premio Biblioteca Breve; Seix Barral, Barcelona, 1968)
- Viejo (Alfaguara, Bogotá, 1994)

### Poesía
- Damas (dibujos José Luis Garrido; Ediciones Elia, Venezuela-Maracay, 1979)
- Hueso de mis huesos (ilustraciones de Manuel Quintana Castillo; Rayuela, Caracas, 1997)

### Otras publicaciones
- De ramas y secretos (poesía; Rayuela, Caracas, 1980)
- Del rayo y de la lluvia (crónicas poemáticas; Contexto Audiovisual-Pomaire, Caracas, 1981)
- El libro de las escrituras (textos poemáticos con serigrafías de Marco Miliani; Ediciones de Galería Durban-Arte Dos, Caracas-Bogotá, 1982)
- Solosolo (1985)
- Linaje de árboles (Planeta, Caracas, 1988)
- El viejo y los leones (cuento para niños; Rayuela, Caracas, 1996)
- Viento blanco (Rayuela, Caracas, 2001)
- Cosas Sueltas y Secretas (en un principio, González León quería llamarlo «Adriana y Adriano», porque la ilustradora del libro se llamaba Adriana Genel).(Camelia Ediciones, Caracas, 2007)